# Nazionale maschile under 18 di pallacanestro delle Bahamas
La nazionale di pallacanestro bahamense Under-18 è una selezione giovanile della nazionale bahamense di pallacanestro, ed è rappresentata dai migliori giocatori di nazionalità bahamense di età non superiore ai 18 anni.
Partecipa a tutte le manifestazioni internazionali giovanili di pallacanestro per nazioni gestite dalla FIBA.

## Partecipazioni

### FIBA Americas Under-18 Championship for Men
- 2006 - 7°
- 2008 - 8°